# Armand Eloi
Armand Éloi actor y director de teatro belga nacido en Lieja el 29 de agosto de 1962.
Vive en París desde 1985. Se diplomó en la ENSATT (escuela nacional superior de las artes escénicas) y creó junto con la escenógrafa Emmanuelle Sage la compañía de teatro Le théâtre du Passeur.

## Puestas en escena
- 1993: La Chunga de Mario Vargas Llosa Premier Prix des Rencontres Charles-Dullin 1994.
- 1994: Le Corps de Léonard de Michel Danton.
- 1996: Les Noces du Romanode John Millington Synge.
- 1997: L'Antichambre de Jean-Claude Brisville.
- 1999: La Balade du Grand Macabre de Ghelderode.
- 2001: Mais n'te promène donc pas toute nue de Georges Feydeau.
- 2001: Le Jardin de Perrot de Joëlle Moussafir.
- 2002: Perroquin de Tim Rescala.
- 2005: La Chunga de Mario Vargas Llosa (nueva puesta en escena).

## Cine, televisión y teatro
- 1987: Spot Ford, publicidad de Jean-Jacques Annaud
- 1988: La Meute - Jaspard - puesta en escena: T. Chauvière
- 1988: L'Or du Diable, telefilm de Jean-Louis Fournier
- 1989: Molière 89 - Molière - puesta en escena: G. Rosset - Compañía del Orle d’Or
- 1989: L'Enfant de l’étoile - Wilde - puesta en escena: A. Loncin - Le petit théâtre
- 1989: Les Nuits Révolutionnaires, telefilm de Charles Brabant
- 1989: Impasse de la Vignette, film de Anne-Marie Etienne
- 1990: Le Gros Lapin, espectáculo multimedia de Béatrice Hammer
- 1990: La Veillée, film de Samy Pavel
- 1990: À quel sein se vouer - Louki - puesta en escena: J-C. Hervé
- 1991: Antigone - Sophocle - puesta en escena C. Farré - Compañía C. Farré.
- 1992: La Voleuse de Londres Neveu - puesta en escena D. Cohen - Compañía Théâtre Azimuts
- 1992 - 2003: Y a-t-il des tigres au Congo ? - Ahlfors - puesta en escena: A. Loncin - Le petit théâtre
- 1995: Les Plaideurs - Racine - puesta en escena: A. Loncin – Le Théâtre du Passeur
- 1997/98: Liliom - F.Molnar - puesta en escena: S. Chévara - Mack et les Gars
- 1999: Valentin Haüy – Sophie Bensadoun – film institutionnal
- 2000: Vérités ou mensonges - Bruno Nuytten – prácticas de formación cinematográfica.
- 2001 - 2003: L’Epidémie – Maxime Bourotte – Le Théâtre du Passeur
- 2001: Jim la nuit – Bruno Nuytten - Arte
- 2002: Ecoute Nicolas – telefilm de Roger Kahane – France 2
- 2003/04: Una Estrella – Paloma Pedrero – puesta en escena: Pantxika Vélez – Arguia Théâtre
- 2005: Les Histoires extraordinaires de Pierre Bellemarre – France 3

1. ↑  Avignon - Grand déballage autour de la future charte du Off "Voilà une partie du discours de Armand Éloi, "
2. ↑  CNT Armand Éloi

- Datos: Q2862069